# Saint Mary Cayon
Saint Mary Cayon is een van de veertien parishes van Saint Kitts en Nevis. Het ligt op het hoofdeiland Saint Kitts en de hoofdstad is Cayon.

## Overzicht
De hoofdplaats Cayon ligt een vallei omringd door weilanden en suikerrietvelden. De plaats werd in de 17e eeuw gebouwd aan de Cayonrivier tegen de grens van het Engelse gedeelte van Saint Kitts. Sinds 1979 wordt jaarlijks het Green Valley Festival gevierd met concerten, lokale cuisine, en een schoonheidswedstrijd.
Ten oosten van Cayon bevindt zich Spooner’s Estate. In 1753 werd er suikerriet verbouwd op de plantage. In 1901 werd overgestapt op katoen, en werd de eerste ontkorrelmachine van Saint Kitts gebouwd. De plantage heeft tot de jaren 1970 gefunctioneerd, en is gekocht door de overheid.
De inwoners van Cayon hadden het dorp en omgeving aangemeld voor het Mens- en Biosfeerprogramma van de UNESCO vanwege de culturele geschiedenis, de stranden die door schildpadden worden gebruikt om hun eieren te leggen, de nevelwouden, mangrovebossen en koraalriffen. Sinds 2011 is het gebied beschermd als St Mary's Biosphere Reserve. Het reservaat is 4.040 hectare groot, waarvan 2.338 hectare een marinepark is.
Saint Kitts: Christ Church Nichola Town · Saint Anne Sandy Point · Saint George Basseterre · Saint John Capisterre · Saint Mary Cayon · Saint Paul Capisterre · Saint Peter Basseterre · Saint Thomas Middle Island · Trinity Palmetto Point

Nevis: Saint George Gingerland · Saint James Windward · Saint John Figtree · Saint Paul Charlestown · Saint Thomas Lowland